# Peugeot 508
De Peugeot 508 is een middenklasser van het Franse automerk Peugeot, gepresenteerd op de Autosalon van Parijs in 2010. De 508 is de opvolger van de Peugeot 407 en de Peugeot 607. Dit is de eerste Peugeot die een grille had die anders was dan de andere Peugeots. De auto is als sedan en stationwagon leverbaar.

## Eerste generatie
De Peugeot 508 kwam uit in 2010 en verving naast de 407 ook de grotere 607. De 508 deelt zijn platform en motoropties met de tweede-generatie Citroën C5, die naast elkaar worden gefabriceerd in de fabriek in Rennes. De 508 sedan versie wordt bij Peugeot de Berline genoemd, een station heet SW.
Tegen het eind van 2014 bracht Peugeot een nieuwe generatie van de 508, 508 SW, en de RXH. De voorkant van de auto was opnieuw ontworpen met led-koplampen als optie, en er kwamen nieuwe motoren.
De Peugeot 508 ontving diverse internationale prijzen, zoals "Car of the Year 2011" in Spanje, "Next Green Car", en "Best imported family car 2011" in het Duitse autoblad Auto Zeitung.
De auto kreeg in 2015 wederom een facelift met het nieuwe Peugeot-logo in het midden van de verticale grille. Er kwam een 2,0-liter motor met 180 pk beschikbaar, die gecombineerd kon worden met een Hybrid4 elektrische motor.
Van Euro NCAP kreeg de auto in 2011 vijf sterren.

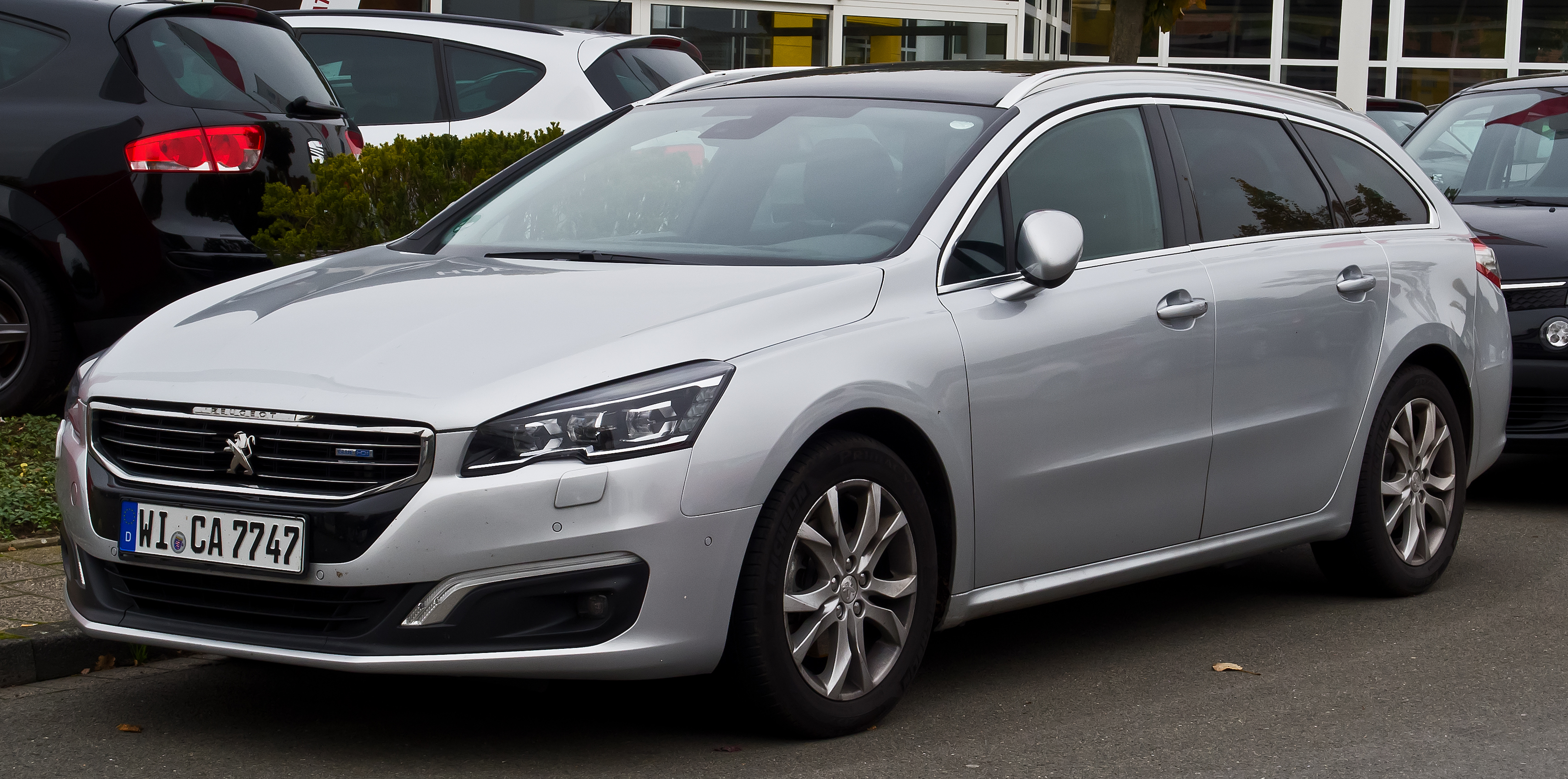
508 SW (facelift)
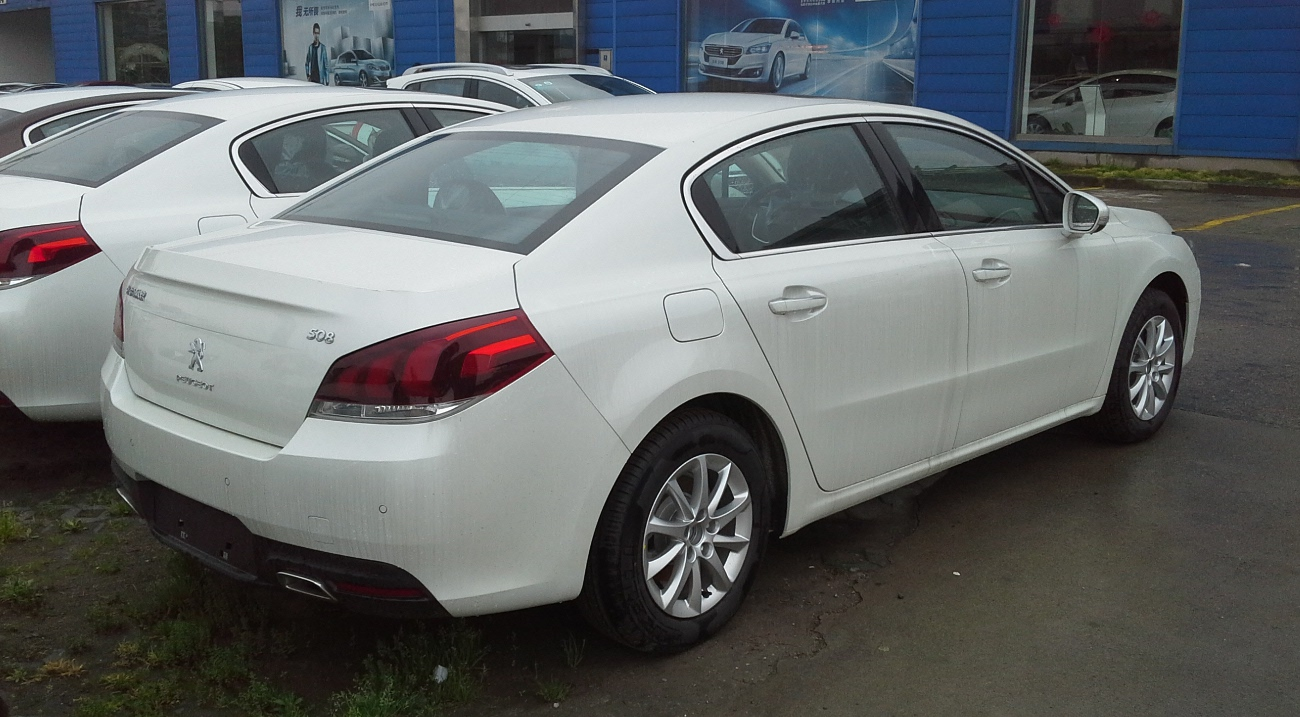
508 sedan (facelift)
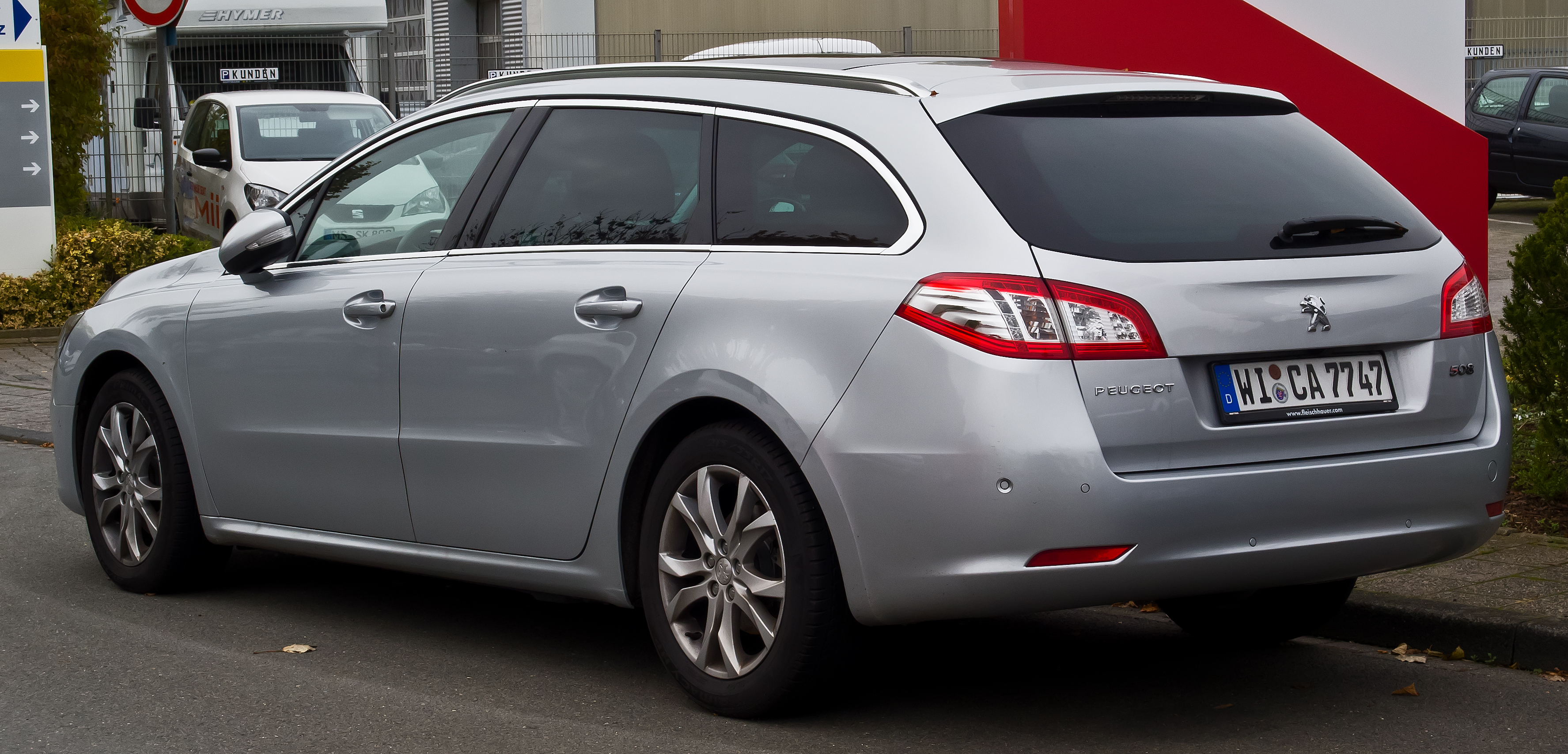
508 SW (facelift)

### Motoren 2010 - 2014
Gegevens van de basismodellen:
Benzine
| Type    | Motor     | Motor     | Motor   | Vermogen | Koppel | Berline    | Berline     | SW         | SW          | Jaartal     |
| Type    | Inhoud    | Cilinders | Kleppen | Vermogen | Koppel | 0–100 km/h | Topsnelheid | 0–100 km/h | Topsnelheid | Jaartal     |
| ------- | --------- | --------- | ------- | -------- | ------ | ---------- | ----------- | ---------- | ----------- | ----------- |
| 1.6 VTi | 1.598 cm³ | 4-in-lijn | 16V     | 120 pk   | 156 Nm | 11,5 s     | 203 km/h    | 11,5 s     | 203 km/h    | 2010 - 2014 |
| 1.6 THP | 1.598 cm³ | 4-in-lijn | 16V     | 156 pk   | 240 Nm | 8,6 s      | 222 km/h    | 8,6 s      | 218 km/h    | 2010 - 2014 |

Hybride
| Type                    | Motor     | Motor     | Motor   | Vermogen gecombineerd | Koppel gecombineerd | Berline    | Berline     | SW         | SW          | Jaartal     |
| Type                    | Inhoud    | Cilinders | Kleppen | Vermogen gecombineerd | Koppel gecombineerd | 0–100 km/h | Topsnelheid | 0–100 km/h | Topsnelheid | Jaartal     |
| ----------------------- | --------- | --------- | ------- | --------------------- | ------------------- | ---------- | ----------- | ---------- | ----------- | ----------- |
| HDi HYbrid4/RHX HYbrid4 | 1.997 cm³ | 4-in-lijn | 16V     | 200 pk                | 500 Nm              | 8,6 s      | 210 km/h    | 8,8 s      | 213 km/h    | 2011 - 2014 |

Diesel
| Type        | Motor     | Motor     | Motor   | Motor       | Vermogen | Koppel | Berline    | Berline     | SW         | SW          | Jaartal     |
| Type        | Inhoud    | Cilinders | Kleppen | Voeding     | Vermogen | Koppel | 0–100 km/h | Topsnelheid | 0–100 km/h | Topsnelheid | Jaartal     |
| ----------- | --------- | --------- | ------- | ----------- | -------- | ------ | ---------- | ----------- | ---------- | ----------- | ----------- |
| 1.6 HDi     | 1.560 cm³ | 4-in-lijn | 8V      | Common Rail | 112 pk   | 240 Nm | 11,3 s     | 190 km/h    | 11,3 s     | 188 km/h    | 2010 - 2012 |
| 1.6 e-HDi   | 1.560 cm³ | 4-in-lijn | 8V      | Common Rail | 112 pk   | 270 Nm | 11,9 s     | 197 km/h    | 11,9 s     | 194 km/h    | 2010 - 2012 |
| 1.6 e-HDi   | 1.560 cm³ | 4-in-lijn | 8V      | Common Rail | 115 pk   | 270 Nm | 11,9 s     | 197 km/h    | 12,3 s     | 194 km/h    | 2012 - 2014 |
| 2.0 HDi     | 1.997 cm³ | 4-in-lijn | 16V     | Common Rail | 140 pk   | 320 Nm | 9,8 s      | 210 km/h    | 9,8 s      | 210 km/h    | 2010 - 2013 |
| 2.0 BlueHDi | 1.997 cm³ | 4-in-lijn | 16V     | Common Rail | 150 pk   | 370 Nm | 8,6 s      | 226 km/h    | 9,1 s      | 210 km/h    | 2013 - 2014 |
| 2.0 HDi     | 1.997 cm³ | 4-in-lijn | 16V     | Common Rail | 163 pk   | 340 Nm | 9,2 s      | 225 km/h    | 9,2 s      | 223 km/h    | 2010 - 2014 |
| 2.0 HDi     | 1.997 cm³ | 4-in-lijn | 16V     | Common Rail | 180 pk   | 400 Nm | 9,2 s      | 223 km/h    | 8,6 s      | 226 km/h    | 2013 - 2014 |
| 2.2 HDi     | 2.179 cm³ | 4-in-lijn | 16V     | Common Rail | 200 pk   | 400 Nm | 8,2 s      | 234 km/h    | 8,2 s      | 232 km/h    | 2010 - 2014 |

### Motoren 2014 - 2018
Gegevens van de basismodellen:
Benzine
| Type      | Motor     | Motor     | Motor   | Vermogen | Koppel | Berline    | Berline     | SW         | SW          | Jaartal     |
| Type      | Inhoud    | Cilinders | Kleppen | Vermogen | Koppel | 0–100 km/h | Topsnelheid | 0–100 km/h | Topsnelheid | Jaartal     |
| --------- | --------- | --------- | ------- | -------- | ------ | ---------- | ----------- | ---------- | ----------- | ----------- |
| 1.6 VTi   | 1.598 cm³ | 4-in-lijn | 16V     | 120 pk   | 156 Nm | 11,5 s     | 203 km/h    | - s        | - km/h      | 2014 - 2016 |
| 1.6 e-THP | 1.598 cm³ | 4-in-lijn | 16V     | 165 pk   | 240 Nm | 8,6 s      | 210 km/h    | 8,8 s      | 210 km/h    | 2014 - 2018 |

Hybride
| Type            | Motor     | Motor     | Motor   | Vermogen gecombineerd | Koppel gecombineerd | Berline    | Berline     | SW         | SW          | Jaartal     |
| Type            | Inhoud    | Cilinders | Kleppen | Vermogen gecombineerd | Koppel gecombineerd | 0–100 km/h | Topsnelheid | 0–100 km/h | Topsnelheid | Jaartal     |
| --------------- | --------- | --------- | ------- | --------------------- | ------------------- | ---------- | ----------- | ---------- | ----------- | ----------- |
| HDi RHX HYbrid4 | 1.997 cm³ | 4-in-lijn | 16V     | 200 pk                | 500 Nm              | - s        | - km/h      | 8,8 s      | 213 km/h    | 2014 - 2017 |

Diesel
| Type        | Motor     | Motor     | Motor   | Motor       | Vermogen | Koppel | Berline    | Berline     | SW         | SW          | Jaartal     |
| Type        | Inhoud    | Cilinders | Kleppen | Voeding     | Vermogen | Koppel | 0–100 km/h | Topsnelheid | 0–100 km/h | Topsnelheid | Jaartal     |
| ----------- | --------- | --------- | ------- | ----------- | -------- | ------ | ---------- | ----------- | ---------- | ----------- | ----------- |
| 1.6 e-HDi   | 1.560 cm³ | 4-in-lijn | 8V      | Common Rail | 115 pk   | 270 Nm | 11,3 s     | 200 km/h    | 11,6 s     | 197 km/h    | 2014 - 2015 |
| 1.6 BlueHDi | 1.560 cm³ | 4-in-lijn | 8V      | Common Rail | 120 pk   | 300 Nm | 11,0 s     | 202 km/h    | 11,3 s     | 199 km/h    | 2015 - 2018 |
| 2.0 BlueHDi | 1.997 cm³ | 4-in-lijn | 16V     | Common Rail | 150 pk   | 370 Nm | 8,9 s      | 210 km/h    | 9,1 s      | 210 km/h    | 2014 - 2018 |
| 2.0 BlueHDi | 1.997 cm³ | 4-in-lijn | 16V     | Common Rail | 180 pk   | 400 Nm | 8,5 s      | 230 km/h    | 8,6 s      | 226 km/h    | 2013 - 2015 |

### Trivia
- De mogelijkheid om de kofferbak te openen door het indrukken van de nul in het 508-logo is afkomstig uit een verhaal genaamd "The Skeleton Key" van schrijver James Rollins.[3]

### Community based Wiki
- Er is een community beheerde Wiki opgezet met vele tips en tricks op 508sw.eu.

## Tweede generatie

### Motoren 2018 - heden
Gegevens van de basismodellen:
Benzine
| Type         | Motor     | Motor     | Motor   | Vermogen | Koppel | Berline    | Berline     | SW         | SW          | Jaartal      |
| Type         | Inhoud    | Cilinders | Kleppen | Vermogen | Koppel | 0–100 km/h | Topsnelheid | 0–100 km/h | Topsnelheid | Jaartal      |
| ------------ | --------- | --------- | ------- | -------- | ------ | ---------- | ----------- | ---------- | ----------- | ------------ |
| 1.6 PureTech | 1.598 cm³ | 4-in-lijn | 16V     | 180 pk   | 250 Nm | 7,9 s      | 230 km/h    | 8,0 s      | 225 km/h    | 2018 - heden |
| 1.6 PureTech | 1.598 cm³ | 4-in-lijn | 16V     | 225 pk   | 300 Nm | 7,3 s      | 250 km/h    | 7,4 s      | 245 km/h    | 2018 - heden |

Diesel
| Type        | Motor     | Motor     | Motor   | Motor       | Vermogen | Koppel | Berline    | Berline     | SW         | SW          | Jaartal      |
| Type        | Inhoud    | Cilinders | Kleppen | Voeding     | Vermogen | Koppel | 0–100 km/h | Topsnelheid | 0–100 km/h | Topsnelheid | Jaartal      |
| ----------- | --------- | --------- | ------- | ----------- | -------- | ------ | ---------- | ----------- | ---------- | ----------- | ------------ |
| 1.5 BlueHDi | 1.499 cm³ | 4-in-lijn | 16V     | Common Rail | 130 pk   | 300 Nm | 9,7 s      | 208 km/h    | 9,9 s      | 210 km/h    | 2018 - heden |
| 2.0 BlueHDi | 1.997 cm³ | 4-in-lijn | 16V     | Common Rail | 160 pk   | 400 Nm | 8,9 s      | 230 km/h    | 8,5 s      | 225 km/h    | 2018 - heden |
| 2.0 BlueHDi | 1.997 cm³ | 4-in-lijn | 16V     | Common Rail | 180 pk   | 400 Nm | 8,6 s      | 235 km/h    | 8,4 s      | 230 km/h    | 2018 - heden |

In productie: 208 · e-208 · 301· 308 · 508 · 1007 · 2008 · 3008 · 5008 · Boxer · Expert · Partner

Niet meer geproduceerd: 104 · 106 · 107 · 108 · 
201 · 202 ·
203 · 204 ·
205 ·
206 · 206 CC ·
207 · 207 CC ·
301 · 302 ·
304 · 305 · 306 · 307 · 309 · 
401 · 402 · 
403 · 404 · 405 · 406 · 407 · 4007 ·
504 · 505 · 
604 · 605 · 607 · 
806 · 807 · iOn · 
J4 · J5 · J7 · J9 · Bipper ·
D3A · D4A · RCZ

Prototypes: 907 · 908 RC · 916 · Proxima · Oxia · EX1 · e-Legend

Historische modellen: Type 1 · Type 2 · Type 3 · Type 4 · Type 5